# Szlak Zamonitu

Szlak Zamonitu – żółty znakowany szlak turystyczny w województwie śląskim.

## Informacje ogólne
Atrakcją turystyczną szlaku są ruiny Zamku Ogrodzieniec w Podzamczu. Szlak częściowo przebiega przez Wyżynę Krakowsko-Częstochowską.
Nazwa szlaku: Zamonit jest skrótem utworzonym od słów: zamek i amonit.

## Przebieg szlaku
- Poraj
- Zaborze
- Suliszowice
- Złoty Potok
- Rezerwat przyrody Parkowe
- Ludwinów
- Moczydło
- Niegowa
- Bobolice
- Zdów
- Rezerwat przyrody Góra Zborów
- Kroczyce
- Siamoszyce
- Giebło
- Podzamcze
- Hutki-Kanki
- Niegowonice